# Afrikansk hökörn
Afrikansk hökörn (Aquila spilogaster) är en fågel i familjen hökar inom ordningen hökfåglar.

## Utseende och läten
Afrikansk hökörn är en medelstor, kraftigt tecknad örn i mörkt och vitt. I flykten syns att undervingen är brun och vit med en bred svart bakkant, medan stjärten är mestadels ljusgrå med ett brett mörkt ändband. Ungfågeln är helt rostfärgad under, inklusive vingundersidan. Arten är relativt tystlåten, men låter ibland höra ett tydligt harmoniskt "klooeee".

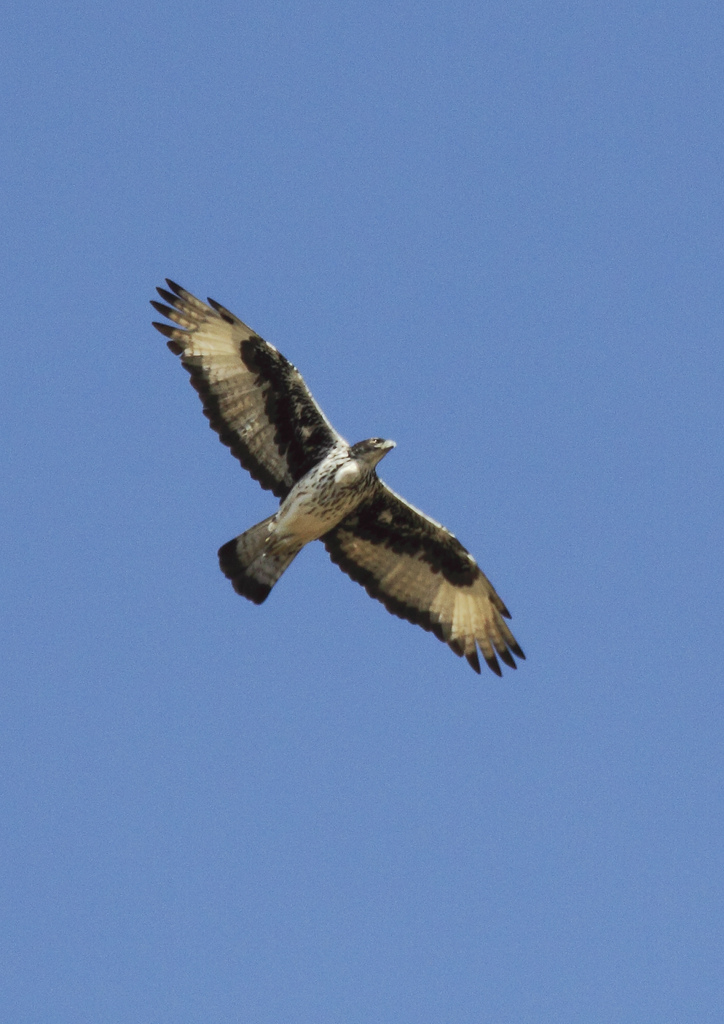

## Utbredning och systematik
Fågeln förekommer i öppna skogar och savann i Afrika söder om Sahara. Den behandlas som monotypisk, det vill säga att den inte delas in i några underarter. Tidigare placerades den i släktet Hieraaetus men förs efter genetiska studier numera till Aquila, liksom hökörn som den tidvis betraktats som underart till.

## Levnadssätt
Fågeln hittas i halvtorra jordbruksmarker, savann och flodnära skogar där den huvudsakligen jagar fåglar, framför allt frankoliner, sporrhöns och pärlhöns.

## Status och hot
Arten har ett stort utbredningsområde, men tros minska i antal, dock inte tillräckligt kraftigt för att den ska betraktas som hotad. Internationella naturvårdsunionen IUCN listar arten som livskraftig (LC).